# Barbie y las 12 princesas bailarinas
Barbie en las 12 Princesas Bailarinas es una película de danza animada por ordenador directa a vídeo de Barbie en 3D, estrenada el año 2006. Fue dirigida por Greg Richardson y basada libremente en el cuento de hadas de los hermanos Grimm "Las doce princesas bailarinas".
Es la novena entrega de la serie de películas de Barbie y presenta la voz de Kelly Sheridan como protagonista de Barbie. Fue lanzado el 19 de septiembre de 2006 y es la primera película de Barbie distribuida completamente por Universal Studios (ahora Universal Pictures) sin el respaldo de Lionsgate Films.
La música de la película fue compuesta por Arnie Roth . "Shine", la canción que da título al final escrita por Roth, Amy Powers y Rob Hudnut, fue nominada para un premio Emmy 2007.

## Trama
La Princesa Genevieve vive en un maravilloso reino con sus 11 hermanas. Las 12 princesas son conocidas por ser muy desordenadas, por lo cual los demás reinos las evitan; su padre, el rey le pide ayuda a su prima la Duquesa Rowena para que las eduque, pero lo que el rey no sabe es que ella solo quiere su corona para convertirse en reina; para ello, comienza envenenándolo con un té.
Genevieve y sus hermanas tienen un recuerdo que su madre les dejó antes de morir, un cuento con una flor en la portada, diferente para cada hija. Un día, Genevieve está leyendo el libro y descubre que el mosaico que está en el suelo de su cuarto contiene las flores de los libros de cada princesa. Genevieve baila sobre todas las flores en orden de la mayor a la menor princesa. Cuando termina, una puerta a un mundo mágico se abre y ellas entran. 
Cuando llegan una barca las esperaba para llevarlas a un salón dorado con las mismas flores en el piso de su cuarto, con arbustos de flores de oro que estaban cerradas; cuando una de las princesas pide un deseo, las flores doradas se abren y se les cumple el deseo. Después de la primera visita, una de las hermanas se da cuenta de que solo pueden ir dos veces más.
Un día la duquesa se entera de lo del mundo mágico y las encierra en él, rompiendo el mosaico del piso de su habitación; todas estaban allí, incluido Derek el zapatero real, el cual está enamorado de Genevieve. Genevieve pide un deseo que fue este: Deseo que nos muestres la forma de salir de aquí.Y se les iluminó una baldosa del suelo con una flor. Genevive se dio cuenta de que tenían que salir bailando, igual que entraron. Pero esta vez de una forma diferente; tenía que bailar con Derek.
Cuando salen hacen un plan para salvar a su padre de la Duquesa Rowena porque lo había envenenado. Al final rescatan al rey, Genevieve y Derek se casan y son muy felices.

## Personajes
Ashlyn: Ella es la hermana mayor y la primera de las 12 Princesas, su vestido es de color violeta, ella sabe tocar muy bien los instrumentos musicales especialmente la flauta, su joya favorita es el Granate y su flor favorita es el geranio, ella tiene el cabello de color café y su color de ojos es marrón y tiene un gran parecido a su madre la Reina Isabella.
Blair: Ella es la segunda de las 12 princesas, su vestido es de color rojo, ella adora cuidar y montar caballos, su piedra preciosa es el Rubí, su flor favorita es las espuela de caballero y su pelo es negro. 
Courtney: Ella es la tercera de las 12 princesas, su vestido es de color azul oscuro, ella adora leer libros pero siempre se distrae incluso cuando camina y sus hermanas siempre tienen que recordarle donde camina, su joya favorita es el Zafiro y su flor favorita son las nomeolvides y su pelo es marrón oscuro.
Delia: Ella es la cuarta de las 12 princesas, su vestido es verde claro, a ella le encantan los deportes al igual que a su gemela Edeline, su deporte favorito es el croquet, su piedra preciosa es el peridoto y su flor favorita es el girasol y su pelo es rubio pálido. 
Edeline: Ella es la quinta de las 12 princesas, su vestido es naranja, ama los deportes al igual que a su hermana gemela Delia, su piedra es el citrino y su flor es la madreselva y su pelo es marrón. 
Fallon: Ella es la sexta de la 12 princesas, su vestido es malva, ella es romántica, le gusta escribir historias de amor y cuidar animales, su piedra preciosa es la perla y su flor favorita la Camelia y su pelo es rubio pálido. 
Genevieve: Ella es la séptima de las 12 princesas, su vestido es rosado oscuro, lo que más le gusta hacer es bailar y estar con su familia y con Twyla, quien siempre está a lado de ella, aunque un rasgo negativo de ella es que usualmente llega tarde, su piedra preciosa es ópalo rosa y su flor favorita es la Rosa y su pelo es rubio. Ella está enamorada de Derek, el zapatero real, nunca confesó nada por miedo a que el no tuviera los mismos sentimientos que ella pero al final se casa con él. Genevieve es la protagonista de la historia.
Hadley: Ella es la octava de las 12 princesas, su vestido es turquesa, a ella y a su hermana gemela Isla les gusta caminar con zancos y volteretas acrobáticas, su piedra preciosa es la topacio y su flor favorita es el Narciso y su pelo es rubio pálido. Es personificada por la muñeca 
Isla: Ella es la novena de las 12 princesas, su vestido es morado claro, a ella y a su hermana gemela Hadley les gusta caminar con zancos y volteretas acrobáticas, su piedra preciosa es la esmeralda y su flor favorita son las Azucena y su pelo es marrón. 
Janessa: Ella es la décima de las 12 princesas y la mayor de las trillizas, su vestido es celeste, le gusta coleccionar insectos de toda clase, su piedra preciosa es la aguamarina y su flor favorita es el Junquillo y su pelo es marrón.  
Kathleen: Ella es la décima primera de las 12 princesas y la de en medio de las trillizas, su vestido es rosa pálido, a ella le gusta pintar, su piedra preciosa es el diamante rosa y su flor favorita son las margaritas y su pelo es pelirrojo. 
Lacey: Ella es la décima segunda y la última de las 12 princesas, además es la hermana menor de las 12 princesas y la menor de las trillizas, su vestido es lila, a ella le gusta coleccionar osos de peluche, su piedra preciosa es el amatista y su flor favorita son los lirios blancos y su pelo es rubio. 
Derek: Él es el zapatero real, se encarga de hacerle los zapatos a la medida de cada princesa y entregárselos personalmente, él está enamorado de Genevieve, pero nunca confesó nada por temor a que ella lo rechazará por ser una princesa y el un "simple zapatero", y se convierte en el principal aliado de las princesas en la detención de Rowena. Al final de la película, él y Genevieve están felizmente casados.
Felix: Es el loro que habla de Derek. Él quiere que Derek y Genevieve estén juntos, a menudo da pistas sobre los sentimientos de Derek hacia Genevieve, que causa gran vergüenza a su amo.
Duquesa Rowena: Es la prima del rey Randolph, tía de las 12 princesas y la antagonista de la película. Ella es llevada al castillo para ayudar al rey a educar a sus doce hijas, pero en vez de eso, ellas al no obedecerla por completo, obliga a las princesas a trabajar como sirvientas. Ella busca robar el trono por envenenamiento al rey Randolph y deshacerse de las doce princesas. Ella está condenada a bailar para siempre cuando un hechizo que ella trató de usar en contra de Genevieve, se le devuelve y recae en ella.
Rey Randolph: Es el padre de las doce princesas de baile. Él ama a sus hijas más que nada, pero está decidido a convertirlas en "princesas educadas" con Rowena. Lo que no sabe, Rowena le está enfermando y envenenando lentamente en un intento de robar su trono y que corresponde a sus hijas "rebeldes" para salvarlo.
Desmond: Es un lacayo grande y despiadado de Rowena. Parece estar enamorado de Rowena, y es por ello que hace todo lo que ella dice a su favor. Está condenado a bailar con ella para siempre cuando intenta liberar a la duquesa de su hechizo.
Twyla: Es la pequeña gata de Genevieve. Ella trata de ser fuerte delante de sus enemigos y está constantemente luchando con el mono de Rowena, Brutus. Ella es amiga de Félix y cree que está relacionado con los tigres de la India.
Brutus: Es el mono mascota de Rowena, que es tan cruel y arrogante como su dueña. Le encanta molestar y enfadar a Twyla y con frecuencia espía a las princesas para encontrar maneras de conseguir problemas con Rowena.
La Reina Isabella: Es la fallecida madre de las doce princesas. Ella se ve en la película a través de un retrato que cuelga cerca de la entrada del castillo. Incluso en la muerte, ella ayuda a sus hijas, ya que les deja un libro a cada una, que las ayudará a descubrir un reino mágico y la importancia de la familia. Su copa fue robada por Rowena para comprar el veneno al botánico. 
Sr. Fabian: Es el botánico que vende el veneno a la duquesa Rowena a cambio de dinero. Él es finalmente localizado por Derek, que negocia su caballo por la copa de plata de la Reina Isabella.

## Reparto
| Personajes     | Voz Original Estados Unidos | Doblaje en Latinoamérica | Doblaje en España         |
| -------------- | --------------------------- | ------------------------ | ------------------------- |
| Ashlyn         | Nicole Oliver               | Rebeca Aponte            |                           |
| Blair          | Jennifer Copping            | Lileana Chacón           | Sandra Jara               |
| Courtney       | Lalainia Lindbjerg          | Valeria Castillo         | Nuria Pascual             |
| Delia          | Kathleen Barr               | María José Estévez       | Laura Pastor              |
| Edeline        | Chiara Zanni                | Leisha Medina            | Elena Palacios            |
| Fallon         | Adrienne Carter             | Erika Gutiérrrez         | Coral Balas               |
| Genevieve      | Kelly Sheridan              | Melanie Henríquez        | Mar Bordallo              |
| Hadley         | Ashleigh Ball               | Melanie Henríquez        | Olivia Caneda             |
| Isla           | Ashleigh Ball               | Melanie Henríquez        | Olivia Caneda             |
| Janessa        | Britt McKillip              | Úrsula Cobucci           | Auri Cruz                 |
| Katlheen       | Maddy Capozzi               | María José Estévez       | Andrea Rius               |
| Lacey          | Chantal Strand              | Leisha Medina            | Claudia Caneda            |
| Derek          | Shawn Macdonald             | Luis Carreño             | José Manuel Rodríguez     |
| Felix          | Gabe Khouth                 | Johnny Torres            | Juan Amador Pulido        |
| Duquesa Rowena | Catherine O'Hara            | Citlalli Godoy           | Luisa Ezquerra            |
| Rey Randolph   | Christopher Gaze            | Héctor Isturde           | José Antonio Ceinos       |
| Desmond        | Garry Chalk                 | Carlos Vitale            | Francisco Javier Martínez |
| Twyla          | Nicole Oliver               | Edilú Martínez           | Chelo Vivares             |
| Brutus         | Peter Kelamis               | Héctor Isturde           | José Padilla              |
| Sr. Fabian     | Mark Oliver                 | Luis Pérez Pons          | Rafael Alonso Naranjo Jr. |

## Banda sonora
- El tema principal de las 12 princesas bailarinas, basado en el tema de Siciliana en Ancient Airs and Dances de Respighi .
- "Shine": Canción de los créditos finales interpretada por Cassidy Ladden.
- "The Birthday Song"/"Canción del Cumpleaños"
- "Argeers" de John Playford.
- "Sacerdotes Domini" de William Byrd.
- "Sueño de una Noche de Verano" de Felix Mendelssohn
- "Sinfonía n.º 4" (Mendelssohn).
- "Sinfonía n.º 5" (Mendelssohn).

## Premios y nominaciones
| Año  | Premio       | Categoría                          | Resultado |
| ---- | ------------ | ---------------------------------- | --------- |
| 2007 | Premios Emmy | Mejor canción original por "Shine" | Nominada  |